# Pierre Traverse
Pierre Traverse, né le 1er avril 1892 à Saint-André-de-Cubzac (Gironde), et mort le 4 juillet 1979 à Ivry-sur-Seine, est un sculpteur français de style Art déco.

## Biographie
(juin 2016).
 (juin 2016).
- Si vous ne connaissez pas le sujet, laissez ce bandeau (vous pouvez alors contacter les auteurs).
- Si vous supprimez le contenu mis en cause (vous pouvez préalablement contacter les auteurs),

argumentez précisément cette suppression dans la page de discussion
(un manque de référence n'est pas un argument ; une recherche réelle de référence doit avoir été effectuée, être formellement documentée).
Son père, exploitant de carrières de kaolin en Dordogne, l'envoie à Limoges, chez le sculpteur Philippon, pour apprendre les rudiments du métier (avec l'objectif de décorer des assiettes de Limoges) , et il fréquente l'école nationale des Arts décoratifs de Limoges. Sa première sculpture connue est un Chien réalisée à 16 ans en Kaolin. Il peint des fresques pour le buffet de la gare du Buisson.
En 1910, Pierre Traverse entre aux Beaux-Arts de Paris dans l'atelier de Jean-Antoine Injalbert (1845-1933), qu'il ne fréquente qu'une année, son père le rappelle en Dordogne lors des inondations de 1911. Il dira par la suite que ce qu'il avait appris du métier lui venait de son premier maître à Limoges. 
Il devance l’appel du service militaire et est enrôlé à Bergerac en 1911. Artilleur puis Lieutenant d’infanterie durant la Première Guerre mondiale, il est blessé au bras droit à la butte du Mesnil en janvier 1916(« bras en 7 morceaux » selon ses dires), il en gardera toujours un handicap grave. Il retourne temporairement aux Beaux-Arts de Paris l'année suivante. Il épouse Valentine Foulon le 1er février 1919 et son premier fils Jacques naît en 1920. Son second fils, Roland, naîtra en 1924 et sa fille Colette en 1926. Entre 1920 et 1925, il réalise La Famille, Les Présents de la Terre et Tendresse maternelle. Il obtient le prix Chenavard et une bourse du Conseil supérieur des beaux-arts qui lui permet de voyager à Rome. Il débute au Salon des artistes français de 1920, et y reçoit une médaille d'or en 1926. Il participe également au Salon d'automne et au Salon des artistes décorateurs. Il obtient le prix Blumenthal de 1926. Son groupe Nessus et Déjanire est récompensé d'une médaille d’or au Salon des artistes français de 1926.
Pierre Traverse sculpte L’Atalante en 1926 et reçoit des commandes provenant des États-Unis, notamment de William Randolph Hearst. Entre 1931 et 1935, il sculpte L’Ève tentée en taille directe dans l'onyx, et produit d'autre tailles directes comme Baigneuses, Maternité ou L’Enfance de Bacchus.il sculptera 29 tailles directes (et une inachevée à la date de sa mort).
De 1936 à 1937 il travaille à des commandes pour l’Exposition universelle: L’Homme au palais de Chaillot à Paris, et les portes du pavillon de l’Enseignement. Il devient sociétaire hors-concours de la Société des artistes français et se voit décerner un diplôme d’honneur. Il est membre du conseil national supérieur des beaux-arts, et est nommé chevalier de la Légion d’honneur en 1938.
Il prend un atelier rue Bardinet (1920) à Paris puis, début des années 1940, au no 240 boulevard Raspail à Paris, qu'il quittera en 1969. 
Pierre Traverse est nommé professeur à l’École nationale supérieure des arts appliqués et des métiers d'art à Paris en 1940. De 1940 à 1946, il réalise L’Éducation d’Achille et Artémis, et de nombreuses sculptures en taille directe. De 1946 à 1960, il expose chaque année au Salon des artistes français, où quelques œuvres sont acquises par le musée national d'art moderne et le musée d’art moderne de la ville de Paris. Son épouse meurt en 1964. Lors de Salon des artistes français, André Malraux lui explique que son style est démodé, ce qui marque la fin de sa carrière publique. Entre 1965 et 1967, il produit ses dernières œuvres monumentales (Baigneuse, Tendresse maternelle).
Pierre Traverse se retire dans sa maison Neauphle-le-Château en 1970. Il meurt à Paris le 4 juillet 1979 et est enterré à Neauphle-le-Château.

## Œuvres dans les collections publiques
- Arles, musée Réattu : Nu debout, 1950, bronze.
- Boulogne-Billancourt :
  - musée des Années Trente.
  - musée Paul-Belmondo : Tendresse maternelle, 1949.
- Commentry : Les Présents de la terre, 1924, taille directe en pierre.
- Le Buisson-de-Cadouin, place Léopold Deguilhem : La Dordogne, 1953.
- Mont-de-Marsan, musée Despiau-Wlérick : fonds d'atelier légué en 1983.
- Paris :
  - école Estienne, façade des nos 21-25 rue des Reculettes : trois bas-reliefs, 1941.
  - musée d'art moderne de la ville de Paris :
    - Mère et Enfant, Salon de 1929 ;
    - Femme accroupie se coiffant, 1932, taille directe en onyx ;
    - Diane et ses compagnes poursuivant Actéon, vers 1935, bronze.

  - musée national d'art moderne :
    - Nu debout, 1953, taille directe en marbre ;
    - Nu assis, taille directe marbre blanc ;
    - Baigneuse, 1931, bronze.

  - palais de Chaillot, jardins : L'Homme, 1937.
  - parc de la Butte du Chapeau-Rouge : l'Enfance de Bacchus, 1933.

## Expositions
- 1936 : exposition à Bruxelles, Diane et ses compagnons poursuivant Actéon.
- 2010 : Château de Gaujac[2]